# Karasjok (plaats)
Karasjok (Noord-Samisch: Kárášjohka) is een plaats in de Noorse gemeente Karasjok, provincie Finnmark. Karasjok telt 1912 inwoners (2007) en heeft een oppervlakte van 2,38 km². Het is de vestigingsplaats van het Sameting, het parlement van de Samen in Noorwegen.